# Dasychira nigrostriata
Dasychira nigrostriata är en fjärilsart som beskrevs av Sir George Hamilton Kenrick 1914. Dasychira nigrostriata ingår i släktet Dasychira och familjen tofsspinnare. Inga underarter finns listade i Catalogue of Life.